# Nöjesindustri
Nöjesindustri eller underhållningsindustri är de verksamheter som erbjuder underhållning och nöjen. Hit hör exempelvis filmbolag, skivbolag, TV-kanaler, konsertproducenter och biografer. För många företag inom nöjesindustrin utgör reklamintäkter en viktig inkomstkälla.